# كيتيكي (فلم)
كيتيكي (بالإنجليزية: Keteke) هو فيلم كوميدي غاني صدر عام 2017 من تأليف وإخراج وإنتاج بيتر سيدوفيا.

## القصّة
تدور أحداث الفيلم في ثمانينيات القرن الماضي عندما تُحاول الحامل أتسوي (تلعب دورها الممثلة ليديا فورسون) وزوجها بوي (يلعب دوره الممثل أدجيتي أنانغ) الوصول إلى قرية أتسوي حتى تتمكن من الولادة. المصدر الوحيد للنقل هو القطار الأسبوعي الذي فاتهم وهو ما يُجبرهم على البحث عن وسيلة نقلٍ بديلةٍ والبدء في مغامرة مرتجلة عبر ريف غانا.

## الجوائز
مثَّلَ فيلمُ كيتكي غانا في مهرجان خريبكة الإفريقي السنوي في المغرب في كانون الأول/ديسمبر 2018، حيث حصل على جائزة لجنة التحكيم الخاصّة.

## طاقم التمثيل
هذه قائمةٌ بأبرز الممثلين والممثلات الذين شاركوا في تصوير الفيلم:
- إدوين أكوا
- فريد نيي أموجي
- ليديا فورسون
- جنرال نتاتيا
- إدموند أونيامي
- جوزيف أوتسي
- ريمون سارفو
- كليمنتو سواريز